# Gordon Steege
Gordon Henry Steege (Chatswood, City of Willoughby, Austrália, 31 de outubro de 1917 - 1 de setembro de 2013, Palm Beach, Austrália) foi um militar da Real Força Aérea Australiana (RAAF). Tornou-se ás da aviação durante a Segunda Guerra Mundial, tendo abatido oito aviões inimigos. Foi também condecorado com a Ordem de Serviços Distintos, a Cruz de Voo Distinto e recebeu Menção nos Despachos.